# 2e étape du Tour de France Femmes 2023
Pour un article plus général, voir Tour de France Femmes 2023.
La 2e étape du Tour de France Femmes 2023 se déroule le lundi 24 juillet 2023 entre Clermont-Ferrand et Mauriac, sur une distance de 151,7 kilomètres.

## Parcours
L'étape part de Clermont-Ferrand et finit à Mauriac .

## Déroulement de la course
Résumé en image de l’étape.

## Résultats

### Classement de l'étape
| Classement de la 2e étape | Classement de la 2e étape | Classement de la 2e étape | Classement de la 2e étape      | Classement de la 2e étape |
|                           | Coureur                   | Pays                      | Équipe                         | Temps                     |
| ------------------------- | ------------------------- | ------------------------- | ------------------------------ | ------------------------- |
| 1er                       | Liane Lippert             | Allemagne                 | Movistar Team                  | en 4 h 13 min 43 s        |
| 2e                        | Lotte Kopecky             | Belgique                  | SD Worx                        | + 0 s                     |
| 3e                        | Silvia Persico            | Italie                    | UAE Team ADQ                   | + 0 s                     |
| 4e                        | Ashleigh Moolman Pasio    | Afrique du Sud            | AG Insurance-Soudal Quick-Step | + 0 s                     |
| 5e                        | Christina Schweinberger   | Autriche                  | Fenix-Deceuninck               | + 0 s                     |
| 6e                        | Cecilie Uttrup Ludwig     | Danemark                  | FDJ-Suez                       | + 0 s                     |
| 7e                        | Demi Vollering            | Pays-Bas                  | SD Worx                        | + 0 s                     |
| 8e                        | Katarzyna Niewiadoma      | Pologne                   | Canyon-SRAM Racing             | + 0 s                     |
| 9e                        | Annemiek van Vleuten      | Pays-Bas                  | Movistar Team                  | + 0 s                     |
| 10e                       | Tamara Dronova            | Neutre,                   | Israel-Premier Tech Roland     | + 0 s                     |
| modifier                  |                           |                           |                                |                           |

### Bonifications en temps
|   | Coureur        | Pays     | Équipe                 | Secondes |
| - | -------------- | -------- | ---------------------- | -------- |
| 1 | Anouska Koster | Pays-Bas | Uno-X Pro Cycling Team | 6 s      |
| 2 | Eva van Agt    | Pays-Bas | Jumbo-Visma            | 4 s      |
| 3 | Yara Kastelijn | Pays-Bas | Fenix-Deceuninck       | 2 s      |

|   | Coureur        | Pays      | Équipe        | Secondes |
| - | -------------- | --------- | ------------- | -------- |
| 1 | Liane Lippert  | Allemagne | Movistar Team | 10 s     |
| 2 | Lotte Kopecky  | Belgique  | SD Worx       | 6 s      |
| 3 | Silvia Persico | Italie    | UAE Team ADQ  | 4 s      |

### Points attribués
| Sprint intermédiaire Mauriac - 1er passage sur la ligne (km 112,6) | Sprint intermédiaire Mauriac - 1er passage sur la ligne (km 112,6) | Sprint intermédiaire Mauriac - 1er passage sur la ligne (km 112,6) | Sprint intermédiaire Mauriac - 1er passage sur la ligne (km 112,6) | Sprint intermédiaire Mauriac - 1er passage sur la ligne (km 112,6) |
| ------------------------------------------------------------------ | ------------------------------------------------------------------ | ------------------------------------------------------------------ | ------------------------------------------------------------------ | ------------------------------------------------------------------ |
|                                                                    | Coureur                                                            | Pays                                                               | Équipe                                                             | Point(s)                                                           |
| 1er                                                                | Anouska Koster                                                     | Pays-Bas                                                           | Uno-X Pro Cycling Team                                             | 25                                                                 |
| 2e                                                                 | Eva van Agt                                                        | Pays-Bas                                                           | Jumbo-Visma                                                        | 20                                                                 |
| 3e                                                                 | Yara Kastelijn                                                     | Pays-Bas                                                           | Fenix-Deceuninck                                                   | 17                                                                 |
| 4e                                                                 | Lotte Kopecky                                                      | Belgique                                                           | SD Worx                                                            | 15                                                                 |
| 5e                                                                 | Maria Giulia Confalonieri                                          | Italie                                                             | Uno-X Pro Cycling Team                                             | 13                                                                 |
| 6e                                                                 | Eleonora Gasparrini                                                | Italie                                                             | UAE Team ADQ                                                       | 11                                                                 |
| 7e                                                                 | Julia Borgström                                                    | Suède                                                              | AG Insurance-Soudal Quick-Step                                     | 10                                                                 |
| 8e                                                                 | Mischa Bredewold                                                   | Pays-Bas                                                           | SD Worx                                                            | 9                                                                  |
| 9e                                                                 | Silvia Persico                                                     | Italie                                                             | UAE Team ADQ                                                       | 8                                                                  |
| 10e                                                                | Ashleigh Moolman Pasio                                             | Afrique du Sud                                                     | AG Insurance-Soudal Quick-Step                                     | 7                                                                  |
| 11e                                                                | Lucinda Brand                                                      | Pays-Bas                                                           | Lidl-Trek                                                          | 6                                                                  |
| 12e                                                                | Demi Vollering                                                     | Pays-Bas                                                           | SD Worx                                                            | 5                                                                  |
| 13e                                                                | Romy Kasper                                                        | Allemagne                                                          | AG Insurance-Soudal Quick-Step                                     | 4                                                                  |
| 14e                                                                | Lauretta Hanson                                                    | Australie                                                          | Lidl-Trek                                                          | 3                                                                  |
| 15e                                                                | Amanda Spratt                                                      | Australie                                                          | Lidl-Trek                                                          | 2                                                                  |
| modifier                                                           |                                                                    |                                                                    |                                                                    |                                                                    |

| Arrivée d'étape Mauriac - 2e passage sur la ligne (km 151,7) | Arrivée d'étape Mauriac - 2e passage sur la ligne (km 151,7) | Arrivée d'étape Mauriac - 2e passage sur la ligne (km 151,7) | Arrivée d'étape Mauriac - 2e passage sur la ligne (km 151,7) | Arrivée d'étape Mauriac - 2e passage sur la ligne (km 151,7) |
| ------------------------------------------------------------ | ------------------------------------------------------------ | ------------------------------------------------------------ | ------------------------------------------------------------ | ------------------------------------------------------------ |
|                                                              | Coureur                                                      | Pays                                                         | Équipe                                                       | Point(s)                                                     |
| 1er                                                          | Liane Lippert                                                | Allemagne                                                    | Movistar Team                                                | 30                                                           |
| 2e                                                           | Lotte Kopecky                                                | Belgique                                                     | SD Worx                                                      | 25                                                           |
| 3e                                                           | Silvia Persico                                               | Italie                                                       | UAE Team ADQ                                                 | 22                                                           |
| 4e                                                           | Ashleigh Moolman Pasio                                       | Afrique du Sud                                               | AG Insurance-Soudal Quick-Step                               | 19                                                           |
| 5e                                                           | Christina Schweinberger                                      | Autriche                                                     | Fenix-Deceuninck                                             | 17                                                           |
| 6e                                                           | Cecilie Uttrup Ludwig                                        | Danemark                                                     | FDJ-Suez                                                     | 15                                                           |
| 7e                                                           | Demi Vollering                                               | Pays-Bas                                                     | SD Worx                                                      | 13                                                           |
| 8e                                                           | Katarzyna Niewiadoma                                         | Pologne                                                      | Canyon-SRAM Racing                                           | 11                                                           |
| 9e                                                           | Annemiek van Vleuten                                         | Pays-Bas                                                     | Movistar Team                                                | 9                                                            |
| 10e                                                          | Tamara Dronova                                               | Neutre,                                                      | Israel-Premier Tech Roland                                   | 7                                                            |
| 11e                                                          | Elisa Longo Borghini                                         | Italie                                                       | Lidl-Trek                                                    | 6                                                            |
| 12e                                                          | Ane Santesteban González                                     | Espagne                                                      | Team Jayco AlUla                                             | 5                                                            |
| 13e                                                          | Marlen Reusser                                               | Suisse                                                       | SD Worx                                                      | 4                                                            |
| 14e                                                          | Amanda Spratt                                                | Australie                                                    | Lidl-Trek                                                    | 3                                                            |
| 15e                                                          | Évita Muzic                                                  | France                                                       | FDJ-Suez                                                     | 2                                                            |
| modifier                                                     |                                                              |                                                              |                                                              |                                                              |

### Cols et côtes
| Côte du Mont-Dore (km 42,6) 4e catégorie (1,3 km à 6,6 %) | Côte du Mont-Dore (km 42,6) 4e catégorie (1,3 km à 6,6 %) | Côte du Mont-Dore (km 42,6) 4e catégorie (1,3 km à 6,6 %) | Côte du Mont-Dore (km 42,6) 4e catégorie (1,3 km à 6,6 %) | Côte du Mont-Dore (km 42,6) 4e catégorie (1,3 km à 6,6 %) |
| --------------------------------------------------------- | --------------------------------------------------------- | --------------------------------------------------------- | --------------------------------------------------------- | --------------------------------------------------------- |
|                                                           | Coureur                                                   | Pays                                                      | Équipe                                                    | Point(s)                                                  |
| 1er                                                       | Georgia Williams                                          | Nouvelle-Zélande                                          | EF Education-TIBCO-SVB                                    | 2                                                         |
| 2e                                                        | Hannah Ludwig                                             | Allemagne                                                 | Uno-X Pro Cycling Team                                    | 1                                                         |
| modifier                                                  |                                                           |                                                           |                                                           |                                                           |

| Côte de la Stèle (km 51) 4e catégorie (1,8 km à 5,1 %) | Côte de la Stèle (km 51) 4e catégorie (1,8 km à 5,1 %) | Côte de la Stèle (km 51) 4e catégorie (1,8 km à 5,1 %) | Côte de la Stèle (km 51) 4e catégorie (1,8 km à 5,1 %) | Côte de la Stèle (km 51) 4e catégorie (1,8 km à 5,1 %) |
| ------------------------------------------------------ | ------------------------------------------------------ | ------------------------------------------------------ | ------------------------------------------------------ | ------------------------------------------------------ |
|                                                        | Coureur                                                | Pays                                                   | Équipe                                                 | Point(s)                                               |
| 1er                                                    | Georgia Williams                                       | Nouvelle-Zélande                                       | EF Education-TIBCO-SVB                                 | 2                                                      |
| 2e                                                     | Hannah Ludwig                                          | Allemagne                                              | Uno-X Pro Cycling Team                                 | 1                                                      |
| modifier                                               |                                                        |                                                        |                                                        |                                                        |

| Côte des Plaines (km 105,1) 2e catégorie (4,5 km à 5,5 %) | Côte des Plaines (km 105,1) 2e catégorie (4,5 km à 5,5 %) | Côte des Plaines (km 105,1) 2e catégorie (4,5 km à 5,5 %) | Côte des Plaines (km 105,1) 2e catégorie (4,5 km à 5,5 %) | Côte des Plaines (km 105,1) 2e catégorie (4,5 km à 5,5 %) |
| --------------------------------------------------------- | --------------------------------------------------------- | --------------------------------------------------------- | --------------------------------------------------------- | --------------------------------------------------------- |
|                                                           | Coureur                                                   | Pays                                                      | Équipe                                                    | Point(s)                                                  |
| 1er                                                       | Julie Van de Velde                                        | Belgique                                                  | Fenix-Deceuninck                                          | 5                                                         |
| 2e                                                        | Yara Kastelijn                                            | Pays-Bas                                                  | Fenix-Deceuninck                                          | 3                                                         |
| 3e                                                        | Anouska Koster                                            | Pays-Bas                                                  | Uno-X Pro Cycling Team                                    | 2                                                         |
| 4e                                                        | Magdeleine Vallieres                                      | Canada                                                    | EF Education-TIBCO-SVB                                    | 1                                                         |
| modifier                                                  |                                                           |                                                           |                                                           |                                                           |

| Côte des Boissières (km 108,4) 4e catégorie (1,2 km à 7,2 %) | Côte des Boissières (km 108,4) 4e catégorie (1,2 km à 7,2 %) | Côte des Boissières (km 108,4) 4e catégorie (1,2 km à 7,2 %) | Côte des Boissières (km 108,4) 4e catégorie (1,2 km à 7,2 %) | Côte des Boissières (km 108,4) 4e catégorie (1,2 km à 7,2 %) |
| ------------------------------------------------------------ | ------------------------------------------------------------ | ------------------------------------------------------------ | ------------------------------------------------------------ | ------------------------------------------------------------ |
|                                                              | Coureur                                                      | Pays                                                         | Équipe                                                       | Point(s)                                                     |
| 1er                                                          | Yara Kastelijn                                               | Pays-Bas                                                     | Fenix-Deceuninck                                             | 2                                                            |
| 2e                                                           | Marta Cavalli                                                | Italie                                                       | FDJ-Suez                                                     | 1                                                            |
| modifier                                                     |                                                              |                                                              |                                                              |                                                              |

| Côte de Merlhac (km 128,6) 4e catégorie (1,9 km à 5,5 %) | Côte de Merlhac (km 128,6) 4e catégorie (1,9 km à 5,5 %) | Côte de Merlhac (km 128,6) 4e catégorie (1,9 km à 5,5 %) | Côte de Merlhac (km 128,6) 4e catégorie (1,9 km à 5,5 %) | Côte de Merlhac (km 128,6) 4e catégorie (1,9 km à 5,5 %) |
| -------------------------------------------------------- | -------------------------------------------------------- | -------------------------------------------------------- | -------------------------------------------------------- | -------------------------------------------------------- |
|                                                          | Coureur                                                  | Pays                                                     | Équipe                                                   | Point(s)                                                 |
| 1er                                                      | Yara Kastelijn                                           | Pays-Bas                                                 | Fenix-Deceuninck                                         | 2                                                        |
| 2e                                                       | Anouska Koster                                           | Pays-Bas                                                 | Uno-X Pro Cycling Team                                   | 1                                                        |
| modifier                                                 |                                                          |                                                          |                                                          |                                                          |

| Côte de Trébiac (km 150,3) 3e catégorie (3,4 km à 5,8 %) | Côte de Trébiac (km 150,3) 3e catégorie (3,4 km à 5,8 %) | Côte de Trébiac (km 150,3) 3e catégorie (3,4 km à 5,8 %) | Côte de Trébiac (km 150,3) 3e catégorie (3,4 km à 5,8 %) | Côte de Trébiac (km 150,3) 3e catégorie (3,4 km à 5,8 %) |
| -------------------------------------------------------- | -------------------------------------------------------- | -------------------------------------------------------- | -------------------------------------------------------- | -------------------------------------------------------- |
|                                                          | Coureur                                                  | Pays                                                     | Équipe                                                   | Point(s)                                                 |
| 1er                                                      | Marlen Reusser                                           | Suisse                                                   | SD Worx                                                  | 3                                                        |
| 2e                                                       | Elisa Longo Borghini                                     | Italie                                                   | Lidl-Trek                                                | 2                                                        |
| 3e                                                       | Katarzyna Niewiadoma                                     | Pologne                                                  | Canyon-SRAM Racing                                       | 1                                                        |
| modifier                                                 |                                                          |                                                          |                                                          |                                                          |

### Prix de la combativité
- Anouska Koster (Uno-X Pro Cycling Team)

## Classements à l'issue de l'étape

### Classement général
| Classement général | Classement général       | Classement général | Classement général             | Classement général |
|                    | Coureur                  | Pays               | Équipe                         | Temps              |
| ------------------ | ------------------------ | ------------------ | ------------------------------ | ------------------ |
| 1er                | Lotte Kopecky            | Belgique           | SD Worx                        | en 7 h 17 min 36 s |
| 2e                 | Liane Lippert            | Allemagne          | Movistar Team                  | + 49 s             |
| 3e                 | Ashleigh Moolman Pasio   | Afrique du Sud     | AG Insurance-Soudal Quick-Step | + 59 s             |
| 4e                 | Demi Vollering           | Pays-Bas           | SD Worx                        | + 59 s             |
| 5e                 | Cecilie Uttrup Ludwig    | Danemark           | FDJ-Suez                       | + 59 s             |
| 6e                 | Tamara Dronova           | Neutre,            | Israel-Premier Tech Roland     | + 59 s             |
| 7e                 | Elisa Longo Borghini     | Italie             | Lidl-Trek                      | + 59 s             |
| 8e                 | Annemiek van Vleuten     | Pays-Bas           | Movistar Team                  | + 59 s             |
| 9e                 | Katarzyna Niewiadoma     | Pologne            | Canyon-SRAM Racing             | + 59 s             |
| 10e                | Ane Santesteban González | Espagne            | Team Jayco AlUla               | + 1 min 3 s        |
| modifier           |                          |                    |                                |                    |

| Classement par points | Classement par points     | Classement par points | Classement par points          | Classement par points |
| --------------------- | ------------------------- | --------------------- | ------------------------------ | --------------------- |
|                       | Coureur                   | Pays                  | Équipe                         | Point(s)              |
| 1er                   | Lotte Kopecky             | Belgique              | SD Worx                        | 90 points             |
| 2e                    | Ashleigh Moolman Pasio    | Afrique du Sud        | AG Insurance-Soudal Quick-Step | 62 pts                |
| 3e                    | Liane Lippert             | Allemagne             | Movistar Team                  | 36 pts                |
| 4e                    | Demi Vollering            | Pays-Bas              | SD Worx                        | 32 pts                |
| 5e                    | Marianne Vos              | Pays-Bas              | Jumbo-Visma                    | 31 pts                |
| 6e                    | Silvia Persico            | Italie                | UAE Team ADQ                   | 30 pts                |
| 7e                    | Lorena Wiebes             | Pays-Bas              | SD Worx                        | 30 pts                |
| 8e                    | Maria Giulia Confalonieri | Italie                | Uno-X Pro Cycling Team         | 28 pts                |
| 9e                    | Yara Kastelijn            | Pays-Bas              | Fenix-Deceuninck               | 27 pts                |
| 10e                   | Anouska Koster            | Pays-Bas              | Uno-X Pro Cycling Team         | 25 pts                |
| modifier              |                           |                       |                                |                       |

| Classement de la meilleure grimpeuse | Classement de la meilleure grimpeuse | Classement de la meilleure grimpeuse | Classement de la meilleure grimpeuse | Classement de la meilleure grimpeuse |
| ------------------------------------ | ------------------------------------ | ------------------------------------ | ------------------------------------ | ------------------------------------ |
|                                      | Coureur                              | Pays                                 | Équipe                               | Point(s)                             |
| 1er                                  | Yara Kastelijn                       | Pays-Bas                             | Fenix-Deceuninck                     | 7 points                             |
| 2e                                   | Julie Van de Velde                   | Belgique                             | Fenix-Deceuninck                     | 5 pts                                |
| 3e                                   | Georgia Williams                     | Nouvelle-Zélande                     | EF Education-TIBCO-SVB               | 4 pts                                |
| 4e                                   | Lotte Kopecky                        | Belgique                             | SD Worx                              | 3 pts                                |
| 5e                                   | Marlen Reusser                       | Suisse                               | SD Worx                              | 3 pts                                |
| 6e                                   | Katarzyna Niewiadoma                 | Pologne                              | Canyon-SRAM Racing                   | 3 pts                                |
| 7e                                   | Anouska Koster                       | Pays-Bas                             | Uno-X Pro Cycling Team               | 3 pts                                |
| 8e                                   | Elisa Longo Borghini                 | Italie                               | Lidl-Trek                            | 2 pts                                |
| 9e                                   | Hannah Ludwig                        | Allemagne                            | Uno-X Pro Cycling Team               | 2 pts                                |
| 10e                                  | Ashleigh Moolman Pasio               | Afrique du Sud                       | AG Insurance-Soudal Quick-Step       | 1 pt                                 |
| modifier                             |                                      |                                      |                                      |                                      |

| Classement général de la meilleure jeune | Classement général de la meilleure jeune | Classement général de la meilleure jeune | Classement général de la meilleure jeune | Classement général de la meilleure jeune |
|                                          | Coureur                                  | Pays                                     | Équipe                                   | Temps                                    |
| ---------------------------------------- | ---------------------------------------- | ---------------------------------------- | ---------------------------------------- | ---------------------------------------- |
| 1er                                      | Cédrine Kerbaol                          | France                                   | Ceratizit-WNT                            | en 7 h 19 min 30 s                       |
| 2e                                       | Ella Wyllie                              | Nouvelle-Zélande                         | Lifeplus Wahoo                           | + 1 min 21 s                             |
| 3e                                       | Silke Smulders                           | Pays-Bas                                 | Liv Racing TeqFind                       | + 2 min 21 s                             |
| 4e                                       | Eleonora Gasparrini                      | Italie                                   | UAE Team ADQ                             | + 3 min 9 s                              |
| 5e                                       | Julia Borgström                          | Suède                                    | AG Insurance-Soudal Quick-Step           | + 3 min 16 s                             |
| 6e                                       | Léa Curinier                             | France                                   | Team DSM-Firmenich                       | + 6 min 22 s                             |
| 7e                                       | Alice Towers                             | Grande-Bretagne                          | Canyon-SRAM Racing                       | + 6 min 23 s                             |
| 8e                                       | Caroline Andersson                       | Suède                                    | Liv Racing TeqFind                       | + 7 min 38 s                             |
| 9e                                       | Camille Fahy                             | France                                   | St Michel-Mavic-Auber93                  | + 8 min 48 s                             |
| 10e                                      | Nina Berton                              | Luxembourg                               | Ceratizit-WNT                            | + 10 min 14 s                            |
| modifier                                 |                                          |                                          |                                          |                                          |

| Classement par équipes | Classement par équipes | Classement par équipes | Classement par équipes |
|                        | Équipe                 | Pays                   | Temps                  |
| ---------------------- | ---------------------- | ---------------------- | ---------------------- |
| 1re                    | SD Worx                | Pays-Bas               | en 21 h 55 min 4 s     |
| 2e                     | Canyon-SRAM Racing     | Allemagne              | + 1 min 3 s            |
| 3e                     | Movistar Team          | Espagne                | + 2 min 36 s           |
| 4e                     | UAE Team ADQ           | Émirats arabes unis    | + 2 min 37 s           |
| 5e                     | Jumbo-Visma            | Pays-Bas               | + 2 min 48 s           |
| 6e                     | FDJ-Suez               | France                 | + 2 min 51 s           |
| 7e                     | Lidl-Trek              | États-Unis             | + 4 min 40 s           |
| 8e                     | Fenix-Deceuninck       | Belgique               | + 5 min 12 s           |
| 9e                     | Team DSM-Firmenich     | Pays-Bas               | + 5 min 58 s           |
| 10e                    | EF Education-TIBCO-SVB | États-Unis             | + 6 min 6 s            |
| modifier               |                        |                        |                        |

## Abandons
Quatre abandons ont eu lieu lors de la 2e étape :
- Eva van Agt (Jumbo-Visma) : abandon
- Fien Delbaere (Israel-Premier Tech Roland) : abandon
- Lara Vieceli (Israel-Premier Tech Roland) : non-partante
- Amandine Fouquenet (Arkéa Pro Cycling Team) : abandon